# Dömeháza
Dömeháza (1891-ig Domanyik szlovákul: Domaníky) község Szlovákiában, a Besztercebányai kerületben, a Korponai járásban.

## Fekvése
Korponától 12 km-re dél-délnyugatra, a Selmec patak jobb partján fekszik, a 66-os főút mentén.

## Története
A falu területe a régészeti leletek tanúsága szerint már a korai bronzkorban lakott volt.
1135-ben "Dominyk" néven említik először. Neve a szláv Doman személynévből származik.
A település még a 13. században két részre oszlott. Alsó- vagy Németdomanyik nemesi község volt, míg Felső- vagy Tótdomanyikot szlovák jobbágyok lakták. Előbbit 1247-ben "Inferior Domanyk", utóbbit 1331-ben "Thoutdamanyk" néven említik. A 14. századvan Litva várának uradalmához tartozott, később különböző urai voltak. A falu a 18. században a Foglár család birtoka. Az egykori Gyürki-kastély már a 19. században romokban állt.
Vályi András szerint "DOMANYIK. Tót falu Hont Vármegyében, földes Urai Foglár és más Urak, lakosai katolikusok, fekszik Németinek szomszédságában, ’s ennek filiája, határja középszerű."
Fényes Elek szerint "Domanyik, Hont m. tót falu, Németihez 1/4 mfd. 220 kath., 6 ev. lak. F. u. többen. Ut. p. Selmecz."
A trianoni békeszerződésig Hont vármegye Korponai járásához tartozott.

## Népessége
| Év:            | 1994. | 2004.   | 2014.   | 2024.   |
| -------------- | ----- | ------- | ------- | ------- |
| Emberek száma: | 210   | 190     | 196     | 213     |
| Eltérés:       |       | -9,52 % | +3,15 % | +8,67 % |

| Év:            | 2023. | 2024.   |
| -------------- | ----- | ------- |
| Emberek száma: | 218   | 213     |
| Eltérés:       |       | -2,29 % |

1910-ben 228 lakosából 173 szlovák és 55 magyar.
2001-ben 201 lakosából 191 szlovák volt.
2011-ben 193 lakosából 171 szlovák, 4 cigány, 1 ukrán és 17 ismeretlen nemzetiségű.

## Nevezetességei
- Antiochiai Szent Margit tiszteletére szentelt, római katolikus temploma 1929-ben épült. Egyik mellékoltára 1650 körül készült késő reneszánsz stílusban, a régebbi templomból származik.